# Canet d'Adri
Pour les articles homonymes, voir Canet.
Canet d'Adri est une commune de la province de Gérone, en Catalogne, en Espagne dans la comarque de Gironès.